# Долгое (озеро, Ушачский район)
До́лгое (бел. До́ўгае) — озеро в Ушачском районе Витебской области Белоруссии. Относится к бассейну реки Дива.

## Описание
Озеро Долгое расположено в 25 км к северо-востоку от городского посёлка Ушачи, между деревнями Шелопечино и Осиновка. Высота зеркала над уровнем моря — 131,9 м.
Площадь поверхности озера составляет 0,21 км², длина — 1,32 км, наибольшая ширина — 0,24 км. Длина береговой линии — 3,02 км. Наибольшая глубина — 5 м, средняя — 2,9 м. Объём воды в озере — 0,58 млн м³. Площадь водосбора — 5,79 км².
Котловина лощинного типа, вытянутая с севера на юг. Склоны высотой 8—10 м, крутые, преимущественно покрытые кустарником. Западные склоны высотой до 5—6 м, пологие, частично распаханные. Берега высокие, песчаные и глинистые, поросшие кустарником и редколесьем. На западе и юго-западе местами формируются сплавины. Восточный и южный берега местами сливаются со склонами котловины.
Мелководье песчаное, преимущественно узкое, расширяющееся на севере и юге. Глубже дно илисто-песчаное и сапропелистое.
На севере впадает ручей, вытекающий из озера Рукшанское. Кроме того, озёра Долгое и Плотишно соединяются протокой.
В озере обитают лещ, щука, плотва, линь, краснопёрка, окунь и другие виды рыб.